# He Xiangu

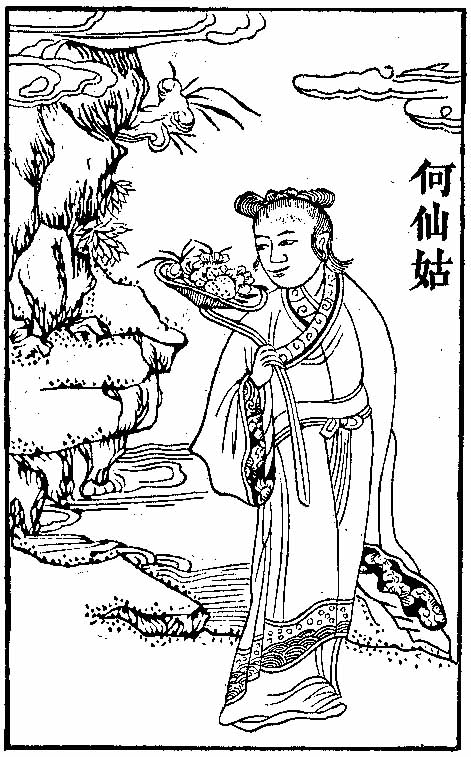
He Xiangu

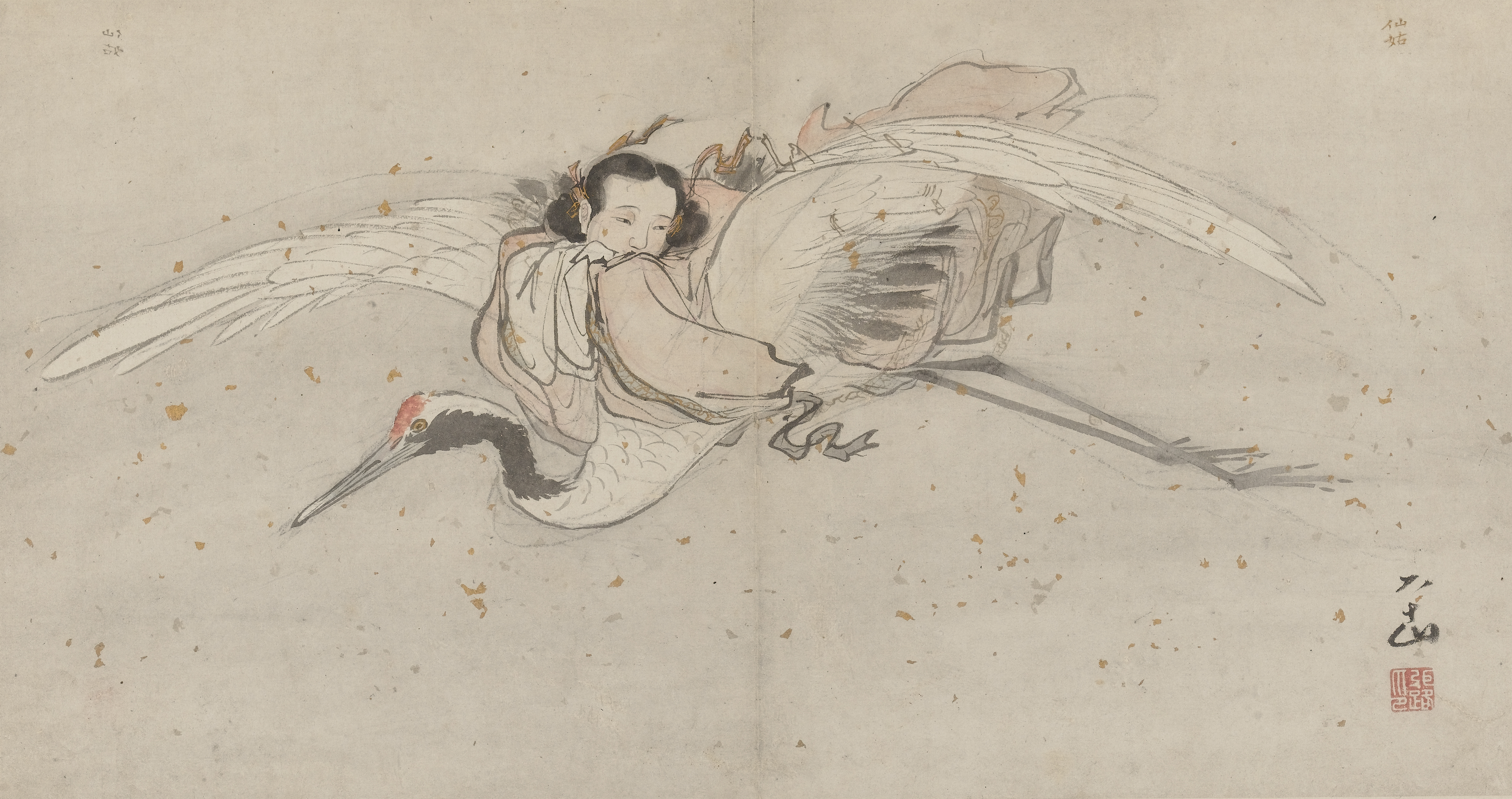
1500-talsmålning av He Xiangu utförd av Zhang Lu.

He Xiangu (何仙姑; Hé xiāngū) var inom den kinesisk mytologin en av de åtta odödliga. Hon föddes runt år 700 i Guangzhou.
Som tonåring drömde hon om att bli odödlig genom att äta pulver av pärlemor, vilket hon gjorde och blev den odödliga jungfrun som representerar ogifta kvinnor. Hon var en vacker kvinna, ofta avbildad omgiven av lotusblommor, vilket var hennes emblem. He Xiangu försvann efter att hon fått en kallelse av kejsarinnan Wu Zetian, men hon har ibland efter det synts till svävande på molnen. Hon är bara synlig för män med hög moral.